# Ousrou
Ousr, il en existe deux (ancien-ousr et nouvel-ousr) sont deux villages distinctes de la localité du sud de la Côte d'Ivoire, d'un kilomètre environ de distance, appartenant au département de Dabou, dans la Région des Grands Ponts, elle-même située dans le District des Lagunes. La localité de Nouvel-Ousr est un chef-lieu de commune.